# Collegio uninominale Lombardia 3 - 06
Il collegio elettorale uninominale Lombardia 3 - 06 è stato un collegio elettorale uninominale della Repubblica Italiana per l'elezione della Camera tra il 2017 ed il 2022.

## Territorio
Come previsto dalla legge elettorale italiana del 2017, il collegio era stato definito tramite decreto legislativo all'interno della circoscrizione Lombardia 3.
Era formato dal territorio di 119 comuni: Adrara San Martino, Adrara San Rocco, Albano Sant'Alessandro, Albino, Algua, Alzano Lombardo, Ardesio, Averara, Aviatico, Azzone, Berzo San Fermo, Bianzano, Borgo di Terzo, Bossico, Bracca, Branzi, Camerata Cornello, Carona, Casazza, Casnigo, Cassiglio, Castelli Calepio, Castione della Presolana, Castro, Cazzano Sant'Andrea, Cenate Sopra, Cenate Sotto, Cene, Cerete, Clusone, Colere, Colzate, Cornalba, Costa Serina, Costa Volpino, Credaro, Cusio, Dossena, Endine Gaiano, Entratico, Fino del Monte, Fiorano al Serio, Fonteno, Foppolo, Foresto Sparso, Gandellino, Gandino, Gandosso, Gaverina Terme, Gazzaniga, Gorno, Gromo, Grone, Grumello del Monte, Isola di Fondra, Leffe, Lenna, Lovere, Luzzana, Mezzoldo, Moio de' Calvi, Monasterolo del Castello, Montello, Nembro, Olmo al Brembo, Oltre il Colle, Oltressenda Alta, Oneta, Onore, Ornica, Parre, Parzanica, Peia, Pianico, Piario, Piazza Brembana, Piazzatorre, Piazzolo, Ponte Nossa, Pradalunga, Predore, Premolo, Ranzanico, Riva di Solto, Rogno, Roncobello, Rovetta, San Giovanni Bianco, San Paolo d'Argon, San Pellegrino Terme, Santa Brigida, Sarnico, Schilpario, Sedrina, Selvino, Serina, Solto Collina, Songavazzo, Sovere, Spinone al Lago, Taleggio, Tavernola Bergamasca, Trescore Balneario, Valbondione, Valgoglio, Valleve, Valnegra, Valtorta, Vedeseta, Vertova, Viadanica, Vigano San Martino, Vigolo, Villa d'Almè, Villa d'Ogna, Villongo, Vilminore di Scalve, Zandobbio e Zogno.
Il collegio era quindi interamente compreso nella provincia di Bergamo.
Il collegio era parte del collegio plurinominale Lombardia 3 - 02.

## Eletti
| Elezione | Elezione | Deputato        | Partito                  |
| -------- | -------- | --------------- | ------------------------ |
|          | 2018     | Daniele Belotti | Lega per Salvini Premier |

## Dati elettorali

### XVIII legislatura
Come previsto dalla legge elettorale, 232 deputati erano eletti con sistema a maggioranza relativa in altrettanti collegi uninominali a turno unico.
| Candidati              | Candidati                 | Voti    | %     | Liste                    | Voti    | %     |
| ---------------------- | ------------------------- | ------- | ----- | ------------------------ | ------- | ----- |
|                        | Daniele Belotti ✔️ Eletto | 105 157 | 57,77 | Lega                     | 72 703  | 39,94 |
| Forza Italia           | Daniele Belotti ✔️ Eletto | 105 157 | 57,77 | 23 525                   | 12,92   |       |
| Fratelli d'Italia      | Daniele Belotti ✔️ Eletto | 105 157 | 57,77 | 7 235                    | 3,97    |       |
| Noi con l'Italia - UDC | Daniele Belotti ✔️ Eletto | 105 157 | 57,77 | 1 694                    | 0,93    |       |
|                        | Marco Milesi              | 40 319  | 22,15 | Partito Democratico      | 35 643  | 19,58 |
| +Europa                | Marco Milesi              | 40 319  | 22,15 | 3 445                    | 1,89    |       |
| Civica Popolare        | Marco Milesi              | 40 319  | 22,15 | 763                      | 0,42    |       |
| Italia Europa Insieme  | Marco Milesi              | 40 319  | 22,15 | 468                      | 0,26    |       |
|                        | Fabiola Bologna           | 27 141  | 14,91 | Movimento 5 Stelle       | 27 141  | 14,91 |
|                        | Massimo Cortesi           | 3 096   | 1,70  | Liberi e Uguali          | 3 096   | 1,70  |
|                        | Elisabetta Del Bello      | 1 738   | 0,95  | CasaPound                | 1 738   | 0,95  |
|                        | Laura Fattorini           | 1 597   | 0,88  | Il Popolo della Famiglia | 1 597   | 0,88  |
|                        | Paolo D'Amico             | 1 402   | 0,77  | Potere al Popolo!        | 1 402   | 0,77  |
|                        | Cinzia Stucchi            | 763     | 0,42  | Italia agli Italiani     | 763     | 0,42  |
|                        | Simone Stecchetti         | 655     | 0,36  | Grande Nord              | 655     | 0,36  |
|                        | Carla Rota                | 166     | 0,09  | PRI - ALA                | 166     | 0,09  |
| Totale                 | Totale                    | 182 034 | 100   |                          | 182 034 | 100   |
|                        |                           |         |       |                          |         |       |
| Voti non validi        | Voti non validi           | 6 374   | 3,38  |                          |         |       |
| Votanti                | Votanti                   | 188 408 | 80,18 |                          |         |       |
| Elettori               | Elettori                  | 234 969 |       |                          |         |       |